# Interblock Ljubljana
Interblock Ljubljana es un equipo de fútbol de Eslovenia, que juega como local en la ciudad de Liubliana. Tras finalizar primero en la segunda división eslovena, en la temporada 2005-06, el club logró la prómoción a la máxima categoría. Al finalizar la temporada 2006-07, Interblock quedó 9.º, y, por lo tanto, tuvo que participar de unos play-offs, que finalmente ganaría, para mantenerse en la Prva SNL, la Primera División eslovena. El club, al principio, se llamaba NK Factor, pero en 2007, este se cambió a Interblock.
Al terminar la temporada 2006-07, el club cambió el histórico color celeste de la camiseta, por rojo. Por lo tanto, el club comenzó a ser llamado "El Equipo del Diablo", debido al cambio de escudo, al cambiar de nombre y dueños.
El club ahora es propiedad del comerciante rico, Jože Pečečnik, y es considerado el club más rico de Eslovenia, por lejos.

## Palmarés
- Copa de Eslovenia (2): 2007-08, 2008–09
- Supercopa de Eslovenia (1): 2008
- Segunda División de Eslovenia (1): 2005-06

## Participación en Europa
| Temporada | Competición        | Ronda                  | Rival               | Resultado |
| --------- | ------------------ | ---------------------- | ------------------- | --------- |
| 2008-09   | Copa UEFA          | 1 ronda clasificatoria | FK Zeta             | 1-1, 1-0  |
| 2008-09   | Copa UEFA          | 2 ronda clasificatoria | Hertha de Berlín    | 0-2, 0-1  |
| 2009-10   | UEFA Europa League | 3 ronda clasificatoria | FC Metalurh Donetsk | 0-2, 0-3  |

## Jugadores

### Exjugadores importantes
- Marko Simeunovič
- Amir Karič
- Zoran Pavlovič
- Marinko Galič
- Eric Akoto
- Dario Zahora